# Luigi Omodei
Luigi Omodei, Jr (Madri, 20 de março de 1657 - Roma, 18 de agosto de 1706) foi um cardeal do século XVII.

## Biogradia
Nasceu em Madri em 20 de março de 1657. Seu sobrenome também está listado como Homodei. Filho de Agostino Omodei, marquês de Almonacid, Espanha, e sua terceira esposa Maria Pacheco y Cabrera. Da família milanesa dos marqueses de Villanova e Piovera. Sobrinho do cardeal Luigi Alessandro Omodei (1652). Seu sobrenome também está listado como Homodei; e como Homodeus.
Esteve em Roma em 1686. Clérigo da Câmara Apostólica no pontificado do Papa Inocêncio XI (1676-1689).
Criado cardeal-diácono no consistório de 13 de fevereiro de 1690; recebeu o chapéu vermelho em 16 de fevereiro de 1690; e a diaconia de S. Maria Portico Campitelli em 10 de abril de 1690. Concedida dispensa por ainda não ter recebido as sagradas ordens, em 13 de fevereiro de 1690. Participou do conclave de 1691, que elegeu o Papa Inocêncio XII. Concedida licença para receber as sagradas ordens fora das Têmporas e sem intervalos de tempo entre elas, em 21 de julho de 1693. Participou do conclave de 1700, que elegeu o Papa Clemente XI.
Morreu em Roma em 18 de agosto de 1706, às 16h30. Exposto na igreja de S. Carlo al Corso, em Roma, onde se realizou o funeral a 19 de agosto de 1706, e sepultada nessa mesma igreja, junto à porta principal.